# Persone di nome Laura
| Questa pagina contiene informazioni ricavate automaticamente dalle voci biografiche con l'ausilio del template Bio e di un bot. L'aggiornamento è periodico e automatico e ricostruisce completamente la pagina. Se manca una persona in questa lista, sei pregato di non aggiungerla, ma accertati piuttosto che la sua voce biografica contenga il template Bio e che i dati anagrafici siano correttamente compilati. Se il template Bio manca, inseriscilo tu stesso o, in alternativa, metti l'avviso {{tmp\|Bio}} che ne segnala la mancanza. Se i dati riportati sono sbagliati, correggi direttamente la voce biografica; le modifiche saranno visibili in questa lista entro pochi giorni. Per chiarimenti vedi il progetto antroponimi. La lista contiene solo le 600 persone che sono citate nell'enciclopedia e per le quali è stato implementato correttamente il template Bio. Pagina aggiornata al 6 ago 2025. |

Questa è una lista di persone presenti nell'enciclopedia che hanno il nome Laura, suddivise per attività principale.

## Agenti segrete(1)
- Laura D'Oriano, agente segreta italiana (Istanbul, n. 1911 - Roma, † 1943)

## Allenatrici di calcio(3)
- Laura Harvey, allenatrice di calcio e ex calciatrice britannica (Nuneaton, n. 1980)
- Laura Neboli, allenatrice di calcio e ex calciatrice italiana (Gavardo, n. 1988)
- Laura Vetterlein, allenatrice di calcio e ex calciatrice tedesca (Rheinfelden, n. 1992)

## Allenatrici di tennis(1)
- Laura Arraya, allenatrice di tennis e ex tennista argentina (Córdoba, n. 1964)

## Antropologhe(1)
- Laura Marchetti, antropologa e politica italiana (Bari, n. 1957)

## Archeologhe(1)
- Laura Laurencich Minelli, archeologa, scrittrice e antropologa italiana (Bologna, n. 1932 - Bologna, † 2018)

## Arciere(1)
- Laura Longo, arciera italiana (Dolo, n. 1988)

## Arrampicatrici(1)
- Laura Rogora, arrampicatrice italiana (Roma, n. 2001)

## Artiste(1)
- Laura Minici Zotti, artista italiana (Venezia, n. 1935)

## Astronome(1)
- Laura Ferrarese, astronoma e fisica italiana (Padova, n. 1965)

## Atlete paralimpiche(1)
- Laura Dotto, atleta paralimpica italiana (Paese, n. 1999)

## Attiviste(2)
- Laura Clay, attivista, oratrice e politica statunitense (Richmond, n. 1849 - Lexington, † 1941)
- Laura Pollán, attivista e politica cubana (Manzanillo, n. 1948 - L'Avana, † 2011)

## Attrici pornografiche(3)
- Laura Angel, ex attrice pornografica e regista ceca (n. 1974)
- Laura Lion, ex attrice pornografica ceca (Litoměřice, n. 1983)
- Amber Lynn, ex attrice pornografica e modella statunitense (Orange, n. 1964)

## Attrici teatrali(2)
- Laura Bon, attrice teatrale italiana (Torino, n. 1825 - Venezia, † 1904)
- Laura Zanon Paladini, attrice teatrale italiana (Venezia, n. 1845 - Milano, † 1919)

## Autrici televisivi(1)
- Laura Migliacci, autrice televisiva, attrice e cantante italiana (Roma, n. 1971)

## Avvocate(2)
- Laura Karasek, avvocato, conduttrice radiofonica e scrittrice tedesca (Amburgo, n. 1982)
- Laura Mattarella, avvocata italiana (Palermo, n. 1967)

## Biatlete(1)
- Laura Dahlmeier, biatleta e alpinista tedesca (Garmisch-Partenkirchen, n. 1993 - Valle di Hushe, † 2025)

## Bibliotecarie(1)
- Laura Luzzatto Coen, bibliotecaria e traduttrice italiana (Trieste, n. 1911 - Firenze, † 1995)

## Biologhe(1)
- Laura Montermini, biologa italiana (Milano, n. 1965)

## Bobbiste(2)
- Laura Curione, ex bobbista italiana (Novara, n. 1988)
- Laura Nolte, bobbista tedesca (n. 1998)

## Calciatrici(28)
- Laura Agard, calciatrice francese (L'Union, n. 1989)
- Laura Barberis, calciatrice italiana (Rivoli, n. 1994)
- Laura Barbierato, ex calciatrice italiana (Rovigo, n. 1978)
- Laura Bassett, ex calciatrice inglese (Nuneaton, n. 1983)
- Laura Benkarth, calciatrice tedesca (Friburgo in Brisgovia, n. 1992)
- Laura Bianchi, calciatrice italiana (Treviglio, n. 1993)
- Laura Blindkilde, calciatrice inglese (Worcester, n. 2003)
- Laura Bourgouin, calciatrice francese (Le Mans, n. 1992)
- Laura Brock, calciatrice australiana (Templestowe, n. 1989)
- Laura Coombs, calciatrice inglese (Gravesend, n. 1991)
- Laura De Neve, calciatrice belga (n. 1994)
- Laura Deloose, calciatrice belga (Bornem, n. 1993)
- Laura Donghi, ex calciatrice italiana (Milano, n. 1980)
- Laura Feiersinger, calciatrice austriaca (Saalfelden am Steinernen Meer, n. 1993)
- Laura Felber, calciatrice svizzera (Ginevra, n. 2001)
- Laura Freigang, calciatrice tedesca (Kiel, n. 1998)
- Laura Fusetti, ex calciatrice italiana (Segrate, n. 1990)
- Laura Giuliani, calciatrice italiana (Milano, n. 1993)
- Laura Luís, calciatrice portoghese (Funchal, n. 1992)
- Laura O'Sullivan, calciatrice gallese (n. 1991)
- Laura Perin, calciatrice italiana (Pordenone, n. 1997)
- Laura Rafferty, calciatrice nordirlandese (Southampton, n. 1996)
- Laura Rus, calciatrice rumena (Bocșa, n. 1987)
- Laura Sondore, calciatrice lettone (Dekšāres, n. 1999)
- Laura Tommasella, calciatrice italiana (San Donà di Piave, n. 1981)
- Laura Wienroither, calciatrice austriaca (Vöcklabruck, n. 1999)
- Laura Worsøe, calciatrice danese (Odense, n. 2001)
- Laura Österberg Kalmari, ex calciatrice finlandese (Kirkkonummi, n. 1979)

## Canottiere(3)
- Laura Milani, canottiera italiana (Milano, n. 1984)
- Laura Oprea, canottiera rumena (n. 1994)
- Laura Schiavone, canottiera italiana (Napoli, n. 1986)

## Cantanti(24)
- Laura Bell Bundy, cantante e attrice statunitense (Lexington, n. 1981)
- Laura Bitto, cantante italiana (Roma)
- Laura Bono, cantante italiana (Varese, n. 1979)
- Laura Branigan, cantante statunitense (Mount Kisco, n. 1952 - East Quogue, † 2004)
- Laura Bretan, cantante e soprano statunitense (Chicago, n. 2002)
- Laura Fygi, cantante olandese (Amsterdam, n. 1955)
- Laura Jane Grace, cantante e musicista statunitense (Fort Benning, n. 1980)
- Sennek, cantante e compositrice belga (Lovanio, n. 1990)
- Laura Imbruglia, cantante e chitarrista australiana (Sydney, n. 1983)
- Iris, cantante belga (Morkhoven, n. 1995)
- Laura Jansen, cantante olandese (Breda, n. 1977)
- Laura Landi, cantante italiana (Firenze, n. 1958)
- Laura Mo, cantante danese (Hjørring, n. 1979)
- Lau Nau, cantante, cantautrice e musicista finlandese (Helsinki, n. 1980)
- Laura Närhi, cantante finlandese (Kirkkonummi, n. 1978)
- Laura Olivari, cantante italiana (Genova, n. 1950)
- Laura Omloop, cantante belga (Lier, n. 1999)
- Laura Peperara, cantante, arpista e danzatrice italiana (Mantova, n. 1563 - Ferrara, † 1600)
- Lora, cantante e personaggio televisivo rumena (Vaslui, n. 1982)
- Laura Põldvere, cantante estone (Tartu, n. 1988)
- Laura Tesoro, cantante, attrice e ballerina belga (Anversa, n. 1996)
- Laura Thorn, cantante e polistrumentista lussemburghese (Esch-sur-Alzette, n. 2000)
- Laura Veirs, cantante statunitense (Colorado Springs, n. 1973)
- Laura Villa, cantante italiana (Sondrio, n. 1930 - † 2012)

## Cantautrici(12)
- L'Aura, cantautrice italiana (Brescia, n. 1984)
- Laura Valente, cantautrice italiana (Milano, n. 1963)
- Laura Fedele, cantautrice e pianista italiana (Genova, n. 1959)
- Laura Izibor, cantautrice e musicista irlandese (Dublino, n. 1987)
- Laura Jean, cantautrice e musicista australiana (Sydney)
- Laura Luca, cantautrice italiana (Milano, n. 1957)
- Laura Marling, cantautrice britannica (Eversley, n. 1990)
- Laura Nyro, cantautrice, compositrice e pianista statunitense (New York, n. 1947 - Danbury, † 1997)
- Laura Mvula, cantautrice britannica (Birmingham, n. 1986)
- Laura Pausini, cantautrice e personaggio televisivo italiana (Faenza, n. 1974)
- LP, cantautrice statunitense (Huntington, n. 1981)
- Laura Rizzotto, cantautrice brasiliana (Rio de Janeiro, n. 1994)

## Cartografe(1)
- Laura Canali, cartografa italiana (Roma, n. 1968)

## Cavallerizze(4)
- Laura Bechtolsheimer, cavallerizza tedesca (Magonza, n. 1985)
- Laura Collett, cavallerizza britannica (Leamington Spa, n. 1989)
- Laura Graves, cavallerizza statunitense (Fayston, n. 1987)
- Laura Kraut, cavallerizza statunitense (Camden, n. 1965)

## Cestiste(31)
- Laura Audere, ex cestista lettone (Riga, n. 1984)
- Laura Barretta, ex cestista italiana (Napoli, n. 1977)
- Laura Benko, ex cestista italiana (Vicenza, n. 1983)
- Kate Butters, ex cestista britannica (Eastbourne, n. 1986)
- Laura Camps, ex cestista spagnola (Vic, n. 1976)
- Laura Cornelius, cestista olandese (Groninga, n. 1996)
- Laura Dally, ex cestista e allenatrice di pallacanestro canadese (Sarnia, n. 1992)
- Laura Falabella, ex cestista argentina (Lanús, n. 1971)
- Laura Fumagalli, ex cestista italiana (Monza, n. 1985)
- Laura Gatti, cestista italiana (Brescia, n. 2001)
- Laura Gil, cestista spagnola (Murcia, n. 1992)
- Laura Gori, ex cestista italiana (San Giovanni Valdarno, n. 1966)
- Laura Gorla, ex cestista italiana (Milano, n. 1985)
- Laura Grande, ex cestista spagnola (Madrid, n. 1973)
- Laura Harper, ex cestista e allenatrice di pallacanestro statunitense (Filadelfia, n. 1986)
- Laura Hernández, ex cestista messicana (n. 1968)
- Laura Herrera, ex cestista spagnola (Santa Cruz de Tenerife, n. 1989)
- Laura Juškaitė, cestista lituana (Skuodas, n. 1997)
- Laura Lazzari, ex cestista italiana (Bolzano, n. 1975)
- Laura Macchi, ex cestista italiana (Varese, n. 1979)
- Laura Meldere, cestista lettone (Riga, n. 2001)
- Laura Nacu, ex cestista rumena (Galați, n. 1982)
- Laura Nicholls, ex cestista spagnola (Santander, n. 1989)
- Laura Nicolini, ex cestista argentina (Florida, n. 1975)
- Laura Piña, ex cestista cilena (n. 1931)
- Laura Puriņa, ex cestista lettone (Riga, n. 1990)
- Laura Quevedo, cestista spagnola (Coslada, n. 1996)
- Laura Schaap, ex cestista olandese (Meppel, n. 1967)
- Laura Spreafico, cestista italiana (Erba, n. 1991)
- Laura Summerton, ex cestista australiana (Adelaide, n. 1983)
- Laura Switzer, cestista statunitense (McLean, n. 1941 - Oklahoma City, † 2019)

## Cicliste su strada(2)
- Laura Asencio, ciclista su strada francese (Valence, n. 1998)
- Laura Kenny, ex ciclista su strada e ex pistard britannica (Harlow, n. 1992)

## Clavicembaliste(1)
- Laura Alvini, clavicembalista e pianista italiana (Milano, n. 1946 - Milano, † 2005)

## Compositrici(2)
- Laura Giordano, compositrice, musicista e paroliera italiana
- Laura Karpman, compositrice statunitense (Los Angeles, n. 1959)

## Conduttrici radiofoniche(2)
- Laura Antonini, conduttrice radiofonica italiana (Bologna, n. 1969)
- Laura Gramuglia, conduttrice radiofonica, disc jockey e scrittrice italiana (Bologna, n. 1977)

## Conduttrici televisive(2)
- Laura Esposto, conduttrice televisiva e ex modella italiana (Bologna, n. 1978)
- Laura Gauthier, conduttrice televisiva e conduttrice radiofonica francese (Bourg-Saint-Maurice, n. 1985)

## Critiche cinematografiche(1)
- Laura Mulvey, critica cinematografica e regista britannica (Londra, n. 1941)

## Danzatrici(2)
- Laura Comi, ballerina italiana
- Laura Hecquet, ballerina francese (Grande-Synthe, n. 1984)

## Diplomatiche(2)
- Laura Clarke, diplomatica e politica britannica (n. 1978)
- Laura Mirachian, diplomatica italiana (Padova, n. 1948)

## Dirigenti d'azienda(2)
- Laura Casarotto, dirigente d'azienda italiana (Arese, n. 1969)
- Laura Miele, dirigente d'azienda statunitense (San Francisco, n. 1969)

## Dirigenti sportivi(1)
- Laura Georges, dirigente sportivo e ex calciatrice francese (Le Chesnay, n. 1984)

## Discobole(1)
- Laura Bordignon, discobola italiana (Bassano del Grappa, n. 1981)

## Doppiatrici(10)
- Laura Bailey, doppiatrice, direttrice del doppiaggio e attrice statunitense (Biloxi, n. 1981)
- Laura Boccanera, doppiatrice e direttrice del doppiaggio italiana (Roma, n. 1961)
- Laura Cosenza, doppiatrice e dialoghista italiana (Roma, n. 1977)
- Laura Facchin, doppiatrice e attrice teatrale italiana (Torino, n. 1980)
- Laura Gianoli, doppiatrice, attrice e regista teatrale italiana (Torino, n. 1932 - Roma, † 1998)
- Laura Latini, doppiatrice italiana (Roma, n. 1969 - Roma, † 2012)
- Laura Lenghi, doppiatrice italiana (Roma, n. 1968)
- Laura Merli, doppiatrice italiana (Milano, n. 1965)
- Laura Romano, doppiatrice e attrice italiana (Roma, n. 1970)
- Laura Torres, doppiatrice messicana (Città del Messico, n. 1967)

## Drammaturghe(1)
- Laura Wade, drammaturga e sceneggiatrice britannica (Bedford, n. 1977)

## Economiste(2)
- Laura Pennacchi, economista e politica italiana (Latina, n. 1948)
- Laura Ramaciotti, economista italiana (Ferrara, n. 1972)

## Editrici(2)
- Laura Lepetit, editrice italiana (Roma, n. 1932 - Poggio Murella, † 2021)
- Mimma Mondadori, editrice e mercante d'arte italiana (Roma, n. 1924 - Milano, † 1991)

## Educatrici(1)
- Laura Bush, educatrice e scrittrice statunitense (Midland, n. 1946)

## Filantrope(2)
- Laura Solera Mantegazza, filantropa e patriota italiana (Milano, n. 1813 - Cannero Riviera, † 1873)
- Laura Spelman Rockefeller, filantropa statunitense (Wadsworth, n. 1839 - Pocantico Hills, † 1915)

## Filosofe(2)
- Laura Boella, filosofa e traduttrice italiana (Cuneo, n. 1949)
- Laura Palazzani, filosofa italiana (Brescia, n. 1964)

## Fisiche(2)
- Laura Bassi, fisica italiana (Bologna, n. 1711 - Bologna, † 1778)
- Laura Mersini, fisica e cosmologa albanese (Tirana)

## Fondiste(5)
- Laura Bettega, ex fondista italiana (Feltre, n. 1968)
- Laura Chamiot Maitral, fondista francese (n. 1998)
- Laura Gimmler, fondista tedesca (Oberstdorf, n. 1993)
- Laura Leclair, fondista canadese (Gatineau, n. 1997)
- Laura Mononen, fondista finlandese (Lohja, n. 1984)

## Fotografe(1)
- Laura Aguilar, fotografa statunitense (San Gabriel, n. 1959 - Long Beach, † 2018)

## Fumettiste(4)
- Laura Braga, fumettista e illustratrice italiana (Verona, n. 1982)
- Laura De Vescovi, fumettista italiana (Zara, n. 1928 - † 2018)
- Laura Scarpa, fumettista e illustratrice italiana (Venezia, n. 1957)
- Laura Zuccheri, fumettista e disegnatrice italiana (Budrio, n. 1971)

## Gastronome(1)
- Laura Rangoni, gastronoma, giornalista e scrittrice italiana (Bologna, n. 1962 - Bicos, † 2022)

## Ginnaste(15)
- Laura Bechdejú, ginnasta spagnola (Gerona, n. 2000)
- Laura Bortolaso, ex ginnasta italiana (Vicenza, n. 1960)
- Laura Campos, ex ginnasta spagnola (Mérida, n. 1988)
- Laura Cutina, ex ginnasta rumena (Bucharest, n. 1968)
- Laura Jurca, ginnasta rumena (Monaco di Baviera, n. 1999)
- Laura Micheli, ex ginnasta italiana (Trieste, n. 1931)
- Laura Paris, ginnasta italiana (Rho, n. 2002)
- Laura Švilpaitė, ginnasta lituana (Vilnius, n. 1994)
- Laura Traets, ginnasta bulgara (Sofia, n. 1998)
- Laura Trefiletti, ex ginnasta italiana (Milano, n. 1984)
- Laura Vernizzi, ex ginnasta italiana (Como, n. 1985)
- Laura Vihervä, ginnasta finlandese (Valkeakoski, n. 1991)
- Laura Waem, ginnasta belga (Beveren, n. 1997)
- Laura Zacchilli, ex ginnasta italiana (Fano, n. 1980)
- Laura Zeng, ginnasta statunitense (Hartford, n. 1999)

## Giocatrici di beach volley(2)
- Laura Giombini, giocatrice di beach volley e ex pallavolista italiana (Perugia, n. 1989)
- Laura Ludwig, giocatrice di beach volley tedesca (Berlino, n. 1986)

## Giocatrici di football americano(2)
- Laura Dye, giocatrice di football americano britannica
- Laura Pulkkinen, giocatrice di football americano finlandese (n. 1989)

## Giornaliste(16)
- Laura Cannavò, giornalista italiana (Roma, n. 1963)
- Laura Chimenti, giornalista italiana (Roma, n. 1976)
- Laura Cumming, giornalista e biografa scozzese (Edimburgo, n. 1961)
- Laura De Luca, giornalista italiana (Roma, n. 1957)
- Laura Delli Colli, giornalista e scrittrice italiana (Roma, n. 1954)
- Laura Dubini, giornalista italiana (n. 1947 - Milano, † 2007)
- Laura Gobbetti, giornalista italiana (Roma, n. 1971)
- Laura Guglielmi, giornalista e scrittrice italiana (Sanremo, n. 1961)
- Laura Ingraham, giornalista statunitense (Glastonbury, n. 1963)
- Laura Lilli, giornalista e scrittrice italiana (Roma, n. 1937 - Roma, † 2014)
- Laura Mambelli, giornalista italiana (Roma, n. 1961 - Roma, † 2011)
- LaLaura, giornalista, conduttrice radiofonica e autrice televisiva italiana (Verbania, n. 1962)
- Laura Schrader, giornalista italiana (Vercelli, n. 1938)
- Laura Squizzato, giornalista e conduttrice televisiva italiana (Brescia, n. 1975)
- Laura Tangherlini, giornalista e conduttrice televisiva italiana (Jesi, n. 1982)
- Laura Tecce, giornalista e conduttrice televisiva italiana (Cecina, n. 1978)

## Hockeiste su ghiaccio(1)
- Laura Fortino, hockeista su ghiaccio canadese (Hamilton, n. 1991)

## Hockeiste su prato(2)
- Laura Maiztegui, ex hockeista su prato argentina (n. 1978)
- Laura Unsworth, hockeista su prato britannica (n. 1988)

## Incisori(1)
- Laura Piranesi, incisore italiana (Roma, n. 1755 - Roma, † 1785)

## Judoka(4)
- Laura Di Toma, judoka italiana (Osoppo, n. 1954)
- Laura Fazliu, judoka kosovara (Mitrovicë, n. 2000)
- Laura Maddaloni, judoka e personaggio televisivo italiana (Napoli, n. 1980)
- Laura Vargas Koch, judoka tedesca (Berlino, n. 1990)

## Lunghiste(2)
- Laura Gatto, ex lunghista italiana (Montebelluna, n. 1977)
- Laura Strati, lunghista italiana (Bassano del Grappa, n. 1990)

## Magistrate(1)
- Laura Codruța Kövesi, magistrata rumena (Sfântu Gheorghe, n. 1973)

## Maratonete(2)
- Laura Fogli, ex maratoneta italiana (Comacchio, n. 1959)
- Laura Gotti, maratoneta e ultramaratoneta italiana (Iseo, n. 1991)

## Marciatrici(2)
- Laura García-Caro, marciatrice spagnola (Lepe, n. 1995)
- Laura Polli, marciatrice svizzera (Sorengo, n. 1983)

## Martelliste(1)
- Laura Gibilisco, martellista italiana (Siracusa, n. 1986)

## Matematiche(2)
- Laura Martignon, matematica italiana (Colombia, n. 1952)
- Laura Pisati, matematica italiana (Roma, † 1908)

## Mecenati(1)
- Laura Towne Merrick, mecenate statunitense (Hallowell, n. 1842 - Firenze, † 1926)

## Medagliste(1)
- Laura Cretara, medaglista e scultrice italiana (Roma, n. 1939)

## Mezzofondiste(4)
- Laura Mooney, mezzofondista irlandese (n. 2002)
- Laura Muir, mezzofondista britannica (Milnathort, n. 1993)
- Laura Pellicoro, mezzofondista italiana (Vimercate, n. 2000)
- Laura Weightman, mezzofondista britannica (Alnwick, n. 1991)

## Mezzosoprani(2)
- Laura Polverelli, mezzosoprano italiano (Siena, n. 1967)
- Laura Wright, mezzosoprano e cantante britannica (Suffolk, n. 1990)

## Modelle(13)
- Laura Beyne, modella belga (Bruxelles, n. 1992)
- Laura Csortan, modella australiana (n. 1976)
- Agyness Deyn, supermodella, attrice e musicista britannica (Failsworth, n. 1983)
- Laura Dundovic, modella australiana (Sydney, n. 1987)
- Laura Elizondo, modella messicana (Tampico, n. 1983)
- Laura Godoy, modella guatemalteca (Città del Guatemala, n. 1988)
- Laura Gonçalves, modella portoghese (n. 1989)
- Laura Kaeppeler, modella statunitense (Kenosha, n. 1988)
- Laura Kirkpatrick, modella statunitense (Stanford, n. 1989)
- Yumi Lambert, supermodella belga (Bruxelles, n. 1996)
- Laura Tanguy, modella francese (Angers, n. 1987)
- Laura Valenti, modella italiana (Arezzo, n. 1984)
- Laura Zúñiga, modella messicana (Culiacán, n. 1985)

## Multipliste(3)
- Laura Ikauniece-Admidiņa, multiplista lettone (Ventspils, n. 1992)
- Laura Oberto, multiplista italiana (Cuorgnè, n. 1993)
- Laura Rendina, multiplista italiana (Roma, n. 1983)

## Nobildonne(5)
- Laura Mancini, nobildonna italiana (Roma, n. 1636 - Parigi, † 1657)
- Laura Martinozzi, nobildonna italiana (Fano, n. 1639 - Roma, † 1687)
- Laura de Noves, nobildonna francese (Avignone, n. 1310 - Avignone, † 1348)
- Laura Orsini, nobildonna italiana (Roma, n. 1492 - Roma, † 1530)
- Laura Pochin, nobildonna e attivista inglese (Broughton, n. 1854 - Antibes, † 1933)

## Nobili(6)
- Laura Acton, nobile italiana (Napoli, n. 1829 - Mezzaratta, † 1915)
- Laura Bentivoglio, nobile italiana (Bologna, n. 1477 - † 1523)
- Laura Dianti, nobile italiana (Ferrara - Ferrara, † 1573)
- Laura Lanza, nobile italiana (Trabia, n. 1529 - Carini, † 1563)
- Laura del Bosco Ventimiglia, nobile italiana (n. 1610 - Genova, † 1664)
- Laura Pico della Mirandola, nobile italiana (Mirandola, n. 1660 - Venezia, † 1720)

## Numismatiche(1)
- Laura Breglia, numismatica italiana (Napoli, n. 1912 - Roma, † 2003)

## Nuotatrici(13)
- Laura Belotti, ex nuotatrice italiana (Roma, n. 1966)
- Laura Bortolotti, ex nuotatrice italiana (Castello d'Argile, n. 1960)
- Laura Foralosso, ex nuotatrice italiana (Rovigo, n. 1965)
- Laura Gonzalez, nuotatrice artistica francese (Tolosa, n. 2000)
- Laura Gorgerino, ex nuotatrice italiana (Roma, n. 1957)
- Laura La Piana, nuotatrice italiana (Rivoli, n. 1981)
- Laura Letrari, ex nuotatrice italiana (Bressanone, n. 1989)
- Laura Podestà, nuotatrice italiana (Milano, n. 1954 - Milano, † 2022)
- Laura Ranwell, nuotatrice sudafricana (Johannesburg, n. 1941)
- Lauri Siering, ex nuotatrice statunitense (Pomona, n. 1957)
- Laura Stephens, nuotatrice britannica (Londra, n. 1999)
- Laura Walker, ex nuotatrice statunitense (n. 1970)
- Laura Zanazza, nuotatrice artistica italiana (Angera, n. 1982)

## Opinioniste(1)
- Laura Robson, opinionista e ex tennista britannica (Melbourne, n. 1994)

## Orientaliste(1)
- Laura Veccia Vaglieri, orientalista e arabista italiana (n. 1893 - Roma, † 1989)

## Orientiste(1)
- Laura Scaravonati, orientista italiana (Casalmaggiore, n. 1978)

## Pallanuotiste(3)
- Laura Ester, pallanuotista spagnola (Barcellona, n. 1990)
- Laura López, pallanuotista spagnola (Madrid, n. 1988)
- Laura Teani, pallanuotista italiana (Stezzano, n. 1991)

## Pallavoliste(12)
- Laura Baggi, pallavolista italiana (Lodi, n. 1992)
- Laura Bruschini, ex pallavolista e ex giocatrice di beach volley italiana (Lecco, n. 1966)
- Laura Dijkema, pallavolista olandese (Assen, n. 1990)
- Laura Frigo, pallavolista italiana (Saronno, n. 1990)
- Laura Heyrman, pallavolista belga (Kruibeke, n. 1993)
- Laura Künzler, pallavolista svizzera (Berkeley, n. 1996)
- Laura Melandri, pallavolista italiana (Lugo, n. 1995)
- Laura Nicolini, ex pallavolista italiana (Soresina, n. 1979)
- Laura Ong, pallavolista francese (Ivry-sur-Seine, n. 1989)
- Laura Partenio, pallavolista italiana (Venezia, n. 1991)
- Laura Saccomani, pallavolista italiana (Milano, n. 1991)
- Laura Venturini, ex pallavolista italiana (Massa Marittima, n. 1977)

## Partigiane(4)
- Laura Conti, partigiana, medica e ambientalista italiana (Udine, n. 1921 - Milano, † 1993)
- Laura Garroni, partigiana italiana (Roma, n. 1922 - Roma, † 1996)
- Laura Lombardo Radice, partigiana, politica e pacifista italiana (Fiume, n. 1913 - Roma, † 2003)
- Laura Seghettini, partigiana italiana (Pontremoli, n. 1922 - Pontremoli, † 2017)

## Patriote(1)
- Laura Secord, patriota canadese (Great Barrington, n. 1775 - Chippawa, † 1868)

## Pattinatrici artistiche su ghiaccio(2)
- Laura Lepistö, ex pattinatrice artistica su ghiaccio finlandese (Espoo, n. 1988)
- Laura Magitteri, ex pattinatrice artistica su ghiaccio italiana (Como, n. 1988)

## Pentatlete(2)
- Laura Asadauskaitė, pentatleta lituana (Vilnius, n. 1984)
- Laura Heredia, pentatleta spagnola (Barcellona, n. 2000)

## Performance artist(1)
- Laurie Anderson, performance artist, musicista e cantante statunitense (Chicago, n. 1947)

## Pianiste(2)
- Laura De Fusco, pianista italiana (Castellammare di Stabia, n. 1946)
- Laura Rappoldi, pianista austriaca (Mistelbach, n. 1853 - Dresda, † 1925)

## Pistard(2)
- Laura Brown, ex pistard e ciclista su strada canadese (Calgary, n. 1986)
- Laura Süßemilch, pistard e ciclista su strada tedesca (Weingarten, n. 1997)

## Pittrici(5)
- Laura Theresa Alma-Tadema, pittrice britannica (Londra, n. 1852 - Hindhead, † 1909)
- Laura Bernasconi, pittrice italiana (Roma - Roma)
- Laura Grisi, pittrice italiana (Rodi, n. 1939 - Roma, † 2017)
- Laura Knight, pittrice inglese (Long Eaton, n. 1877 - Londra, † 1970)
- Laura Wheeler Waring, pittrice, illustratrice e educatrice statunitense (Hartford, n. 1887 - Filadelfia, † 1948)

## Poetesse(6)
- Laura Accerboni, poetessa e fotografa italiana (Genova, n. 1985)
- Laura Battiferri, poetessa italiana (Sassocorvaro, n. 1523 - Firenze, † 1589)
- Laura Battista, poetessa italiana (Potenza, n. 1845 - Tricarico, † 1884)
- Laura Guidiccioni, poetessa italiana (Lucca, n. 1550 - Firenze, † 1597)
- Laura Pugno, poetessa, scrittrice e traduttrice italiana (Roma, n. 1970)
- Laura Terracina, poetessa italiana (Napoli, n. 1519 - † 1577)

## Politiche(38)
- Laura Agea, politica italiana (Narni, n. 1978)
- Laura Allegrini, politica italiana (Viterbo, n. 1960)
- Laura Allende Gossens, politica cilena (Valparaíso, n. 1911 - L'Avana, † 1981)
- Laura Bianchini, politica e partigiana italiana (Castenedolo, n. 1903 - Roma, † 1983)
- Laura Bianconi, politica italiana (Roma, n. 1960)
- Laura Bignami, politica italiana (Legnano, n. 1969)
- Laura Boldrini, politica italiana (Macerata, n. 1961)
- Laura Borràs, politica e filologa spagnola (Barcellona, n. 1970)
- Laura Bottici, politica italiana (Carrara, n. 1971)
- Laura Cantini, politica italiana (Castelfiorentino, n. 1958)
- Laura Castelletti, politica italiana (Brescia, n. 1962)
- Laura Castelli, politica italiana (Torino, n. 1986)
- Laura Cavandoli, politica italiana (Parma, n. 1971)
- Laura Chinchilla Miranda, politica costaricana (San José, n. 1959)
- Laura Cima, politica italiana (Torino, n. 1942)
- Laura Coccia, politica e ex atleta paralimpica italiana (Roma, n. 1986)
- Laura Diaz, politica italiana (Livorno, n. 1920 - Courmayeur, † 2008)
- Laura Fasiolo, politica italiana (Gorizia, n. 1947)
- Laura Ferrara, politica italiana (Napoli, n. 1983)
- Laura Fincato, politica italiana (Vicenza, n. 1950)
- Laura Flessel, politica e ex schermitrice francese (Pointe-à-Pitre, n. 1971)
- Laura Friedman, politica e produttrice cinematografica statunitense (New York, n. 1966)
- Laura Froner, politica italiana (Borgo Valsugana, n. 1960)
- Laura Garavini, politica e attivista italiana (Vignola, n. 1966)
- Laura Gillen, politica statunitense (Baldwin, n. 1969)
- Laura Huhtasaari, politica finlandese (Vilppula, n. 1979)
- Laura Kelly, politica statunitense (New York, n. 1950)
- Laura Loomer, politica e opinionista statunitense (Tucson, n. 1993)
- Laura Molteni, politica italiana (Milano, n. 1960)
- Laura Nargi, politica italiana (Avellino, n. 1984)
- Laura Puppato, politica italiana (Crocetta del Montello, n. 1957)
- Laura Ravetto, politica italiana (Cuneo, n. 1971)
- Laura Richardson, politica statunitense (Los Angeles, n. 1962)
- Laura Rozza, politica italiana (Milano, n. 1954)
- Laura Sadis, politica svizzera (Bellinzona, n. 1961)
- Laura Stabile, politica italiana (Trieste, n. 1957)
- Laura Tyson, politica e economista statunitense (Bayonne, n. 1947)
- Laura Venittelli, politica italiana (Termoli, n. 1960)

## Produttrici cinematografiche(2)
- Laura Paolucci, produttrice cinematografica e sceneggiatrice italiana (Pesaro, n. 1968)
- Laura Ziskin, produttrice cinematografica statunitense (San Fernando Valley, n. 1950 - Santa Monica, † 2011)

## Produttrici teatrali(1)
- Laura Henderson, produttrice teatrale inglese (n. 1863 - † 1944)

## Psicologhe(2)
- Laura Olivetti, psicologa e filantropa italiana (Torino, n. 1950 - Ivrea, † 2015)
- Laura Perls, psicologa e psicoterapeuta tedesca (Pforzheim, n. 1905 - † 1990)

## Registe(8)
- Laura Bispuri, regista e sceneggiatrice italiana (Roma, n. 1977)
- Laura Chiossone, regista italiana (Milano, n. 1974)
- Laura Luchetti, regista e sceneggiatrice italiana (Roma, n. 1969)
- Laura Muscardin, regista e sceneggiatrice italiana (Roma)
- Laura Mora Ortega, regista e sceneggiatrice colombiana (Medellín, n. 1981)
- Laura Poitras, regista e produttrice cinematografica statunitense (Boston, n. 1964)
- Laura Samani, regista e sceneggiatrice italiana (Trieste, n. 1989)
- Laura Wandel, regista e sceneggiatrice belga (Bruxelles, n. 1984)

## Registe teatrali(1)
- Laura Angiulli, regista teatrale e sceneggiatrice italiana (Napoli, n. 1943)

## Religiose(4)
- Laura Alvarado Cardozo, religiosa venezuelana (Choroní, n. 1875 - Maracay, † 1967)
- Laura di Cordova, religiosa e santa spagnola (Cordova - Cordova, † 864)
- Laura di Santa Caterina da Siena, religiosa e missionaria colombiana (Jericó, n. 1874 - Medellín, † 1949)
- Laura di Costantinopoli, religiosa bizantina (Costantinopoli, † 1453)

## Saggiste(1)
- Laura Sturma Fanelli, saggista e critica letteraria italiana (Roma, n. 1937 - Udine, † 2011)

## Scacchiste(2)
- Laura Rogule, scacchista lettone (Riga, n. 1988)
- Laura Unuk, scacchista slovena (Lubiana, n. 1999)

## Sceneggiatrici(4)
- Laura Colella, sceneggiatrice italiana (Avellino, n. 1989)
- Laura Jacqmin, sceneggiatrice, drammaturga e scrittrice statunitense (Shaker Heights)
- Laura Sabatino, sceneggiatrice e scrittrice italiana (Napoli, n. 1966)
- Laura Toscano, sceneggiatrice e scrittrice italiana (Genova, n. 1944 - Roma, † 2009)

## Schermitrici(3)
- Laura Badea-Cârlescu, ex schermitrice rumena (Bucarest, n. 1970)
- Laura Chiesa, ex schermitrice italiana (Moncalieri, n. 1971)
- Laura Staelhi, schermitrice svizzera (n. 1991)

## Sciatrici alpine(4)
- Laura Gauché, sciatrice alpina francese (Moûtiers, n. 1995)
- Laura Motta, ex sciatrice alpina italiana (n. 1957)
- Laura Pirovano, sciatrice alpina italiana (Trento, n. 1997)
- Laura Schelbert, ex sciatrice alpina svizzera (n. 1974)

## Sciatrici freestyle(1)
- Laura Peel, sciatrice freestyle australiana (Canberra, n. 1989)

## Sciatrici nautiche(1)
- Laura Martin Champetier, sciatrice nautica francese (n. 1999)

## Scrittrici(34)
- J.T. Leroy, scrittrice statunitense (New York, n. 1965)
- Laura Bosio, scrittrice italiana (Vercelli, n. 1953)
- Laura Orvieto, scrittrice italiana (Milano, n. 1876 - Firenze, † 1953)
- Laura Sintija Cerniauskaité, scrittrice lituana (Vilnius, n. 1976)
- Laura Clifford Barney, scrittrice, insegnante e filantropa statunitense (Cincinnati, n. 1879 - Parigi, † 1974)
- Laura Di Falco, scrittrice italiana (Canicattini Bagni, n. 1910 - Roma, † 2002)
- Laura Esquivel, scrittrice e politica messicana (Città del Messico, n. 1950)
- Laura Facchi, scrittrice italiana (Milano, n. 1971)
- Laura Fermi, scrittrice e attivista italiana (Roma, n. 1907 - Chicago, † 1977)
- Laura Forti, scrittrice e drammaturga italiana (Firenze, n. 1966)
- Laura Freudenthaler, scrittrice austriaca (Salisburgo, n. 1984)
- Laura Gonzenbach, scrittrice e etnologa italiana (Messina, n. 1842 - Messina, † 1878)
- Laura Grimaldi, scrittrice e traduttrice italiana (Rufina, n. 1928 - Milano, † 2012)
- Laura Z. Hobson, scrittrice statunitense (Manhattan, n. 1900 - Manhattan, † 1986)
- Laura Imai Messina, scrittrice italiana (Roma, n. 1981)
- Laura Iuorio, scrittrice italiana (Cuneo, n. 1968 - Milano, † 2017)
- Laura Kasischke, scrittrice e poetessa statunitense (Grand Rapids, n. 1961)
- Laura Kieler, scrittrice norvegese (Tromsø, n. 1849 - Aalsgaarde, † 1932)
- Laura Laurenzi, scrittrice e giornalista italiana (Roma, n. 1952)
- Laura Lindstedt, scrittrice finlandese (Kajaani, n. 1976)
- Laura Lippman, scrittrice statunitense (Atlanta, n. 1959)
- Laura Mancinelli, scrittrice, germanista e medievista italiana (Udine, n. 1933 - Torino, † 2016)
- Laura Jean McKay, scrittrice australiana (Orbost, n. 1978)
- Laura Beatrice Oliva, scrittrice, educatrice e poetessa italiana (Napoli, n. 1821 - Fiesole, † 1869)
- Laura Papo Bohoreta, scrittrice e traduttrice bosniaca (Sarajevo, n. 1891 - Sarajevo, † 1942)
- Laura Pariani, scrittrice e drammaturga italiana (Busto Arsizio, n. 1951)
- Laura Pavel, scrittrice, saggista e critica letteraria rumena (Deva, n. 1968)
- Laura Restrepo, scrittrice colombiana (Bogotà, n. 1950)
- Laura Riding, scrittrice, poetessa e critica letteraria statunitense (New York, n. 1901 - † 1991)
- Laura Ruby, scrittrice statunitense (New Jersey)
- Laura Amy Schlitz, scrittrice statunitense (Baltimora, n. 1955)
- Ann Shulgin, scrittrice statunitense (Wellington, n. 1931 - Lafayette, † 2022)
- Laura Trossarelli, scrittrice italiana (Torre Pellice, n. 1932 - Torre Pellice, † 2014)
- Laura Ingalls Wilder, scrittrice statunitense (Contea di Pepin, n. 1867 - Mansfield, † 1957)

## Showgirl(2)
- Laura Forgia, showgirl, modella e attrice italiana (Angera, n. 1982)
- Laura Freddi, showgirl, conduttrice televisiva e cantante italiana (Roma, n. 1972)

## Siepiste(2)
- Laura Dalla Montà, siepista e mezzofondista italiana (Padova, n. 1993)
- Laura Maasik, siepista e mezzofondista estone (n. 1993)

## Skeletoniste(1)
- Laura Deas, skeletonista britannica (Wrexham, n. 1988)

## Sociologhe(2)
- Laura Balbo, sociologa e politica italiana (Padova, n. 1933)
- Laura Kipnis, sociologa, saggista e critica d'arte statunitense (n. 1956)

## Soprani(5)
- Mariella Adani, soprano italiano (Palanzano, n. 1934)
- Laura Aikin, soprano statunitense (Buffalo, n. 1964)
- Laura Alonso Padín, soprano spagnolo (Vilagarcía de Arousa, n. 1976)
- Laura Giordano, soprano italiano (Palermo, n. 1979)
- Laura Pasini, soprano italiano (Milano, n. 1894 - † 1942)

## Stiliste(3)
- Laura Aponte, stilista italiana (Roma, n. 1906 - † 1990)
- Laura Ashley, stilista, designer e imprenditrice britannica (Merthyr Tydfil, n. 1925 - Coventry, † 1985)
- Laura Biagiotti, stilista italiana (Roma, n. 1943 - Roma, † 2017)

## Storiche(2)
- Laura Pepe, storica, latinista e grecista italiana (Rho, n. 1969)
- Laura Pisano, storica italiana (Monza, n. 1948)

## Storiche dell'arte(2)
- Laura Malvano, storica dell'arte italiana (Torino, n. 1931 - Parigi, † 2010)
- Laura Mattioli, storica dell'arte e collezionista d'arte italiana (Milano, n. 1950)

## Telecroniste sportive(1)
- Laura Golarsa, telecronista sportiva, allenatrice di tennis e ex tennista italiana (Milano, n. 1967)

## Tennistavoliste(1)
- Laura Negrisoli, tennistavolista italiana (Castel Goffredo, n. 1974)

## Tenniste(12)
- Laura Garrone, ex tennista e allenatrice di tennis italiana (Milano, n. 1967)
- Laura Granville, tennista statunitense (Chicago, n. 1981)
- Laura Lapi, ex tennista italiana (n. 1970)
- Laura Montalvo, ex tennista argentina (Buenos Aires, n. 1976)
- Laura Ioana Paar, tennista rumena (Bucarest, n. 1988)
- Laura Pigossi, tennista brasiliana (San Paolo, n. 1994)
- Laura Pous Tió, ex tennista spagnola (Granollers, n. 1984)
- Laura Rossouw, ex tennista sudafricana (n. 1946)
- Laura Samson, tennista ceca (Praga, n. 2008)
- Laura Siegemund, tennista tedesca (Filderstadt, n. 1988)
- Laura Thorpe, ex tennista francese (n. 1987)
- Laura duPont, tennista statunitense (Louisville, n. 1949 - Durham, † 2002)

## Traduttrici(3)
- Laura Babini, traduttrice italiana (Bologna, n. 1896 - Roma, † 1970)
- Laura Frausin Guarino, traduttrice italiana (Trieste, n. 1933)
- Laura Serra, traduttrice italiana (Ravenna, n. 1949)

## Triatlete(1)
- Laura Bennett, triatleta statunitense (North Palm Beach, n. 1975)

## Tuffatrici(6)
- Laura Bilotta, tuffatrice italiana (Cosenza, n. 1996)
- Laura Conter, ex tuffatrice italiana (Torino, n. 1934)
- Laura Kivelä, tuffatrice finlandese (Helsinki, n. 1952)
- Laura Marino, ex tuffatrice francese (Lione, n. 1993)
- Laura Sánchez Soto, tuffatrice messicana (Guadalajara, n. 1985)
- Laura Wilkinson, ex tuffatrice statunitense (Houston, n. 1977)

## Umaniste(1)
- Laura Cereta, umanista e scrittrice italiana (Brescia, n. 1469 - Brescia, † 1499)

## Veliste(1)
- Laura Dekker, velista olandese (Whangārei, n. 1995)

## Velociste(4)
- Laura Miano, ex velocista italiana (Genova, n. 1959)
- Laura Müller, velocista tedesca (Dudweiler, n. 1995)
- Laura Nappi, ex velocista italiana (Genova, n. 1949)
- Laura de Witte, velocista olandese (Leek, n. 1995)

## Violiniste(2)
- Laura Archera, violinista e scrittrice italiana (Torino, n. 1911 - Los Angeles, † 2007)
- Laura Marzadori, violinista italiana (Bologna, n. 1989)

## Wrestler(1)
- Allie, wrestler canadese (Toronto, n. 1987)

## Senza attività specificata(11)
- Laura Barbieri, ex taekwondoka italiana (Budrio, n. 1967)
- Laura Bridgman, statunitense (n. 1829 - † 1889)
- Laura di Chabanais, francese († 1316)
- Laura Marx, tedesca (Bruxelles, n. 1845 - Draveil, † 1911)
- Laura Margherita Mazzarino, italiana (Chieti, n. 1608 - Milano, † 1685)
- Laura Morera, ex ballerina spagnola (Madrid, n. 1977)
- Ellekappa, vignettista italiana (Roma, n. 1955)
- Laura Proietti, brigatista italiana (Roma, n. 1973)
- Laura Smulders, ciclista di BMX olandese (Nimega, n. 1993)
- Laura Thermes, architetta italiana (Roma, n. 1943)
- Laura Vicuña, cilena (Santiago del Cile, n. 1891 - Junín de los Andes, † 1904)